# Liste der Baudenkmale in Goslar - Jakobistraße
In der Liste der Baudenkmale in Goslar - Jakobistraße sind alle Baudenkmale in der Jakobistraße der niedersächsischen Gemeinde Goslar aufgelistet. Die Quelle der Baudenkmale ist der Denkmalatlas Niedersachsen. Der Stand der Liste ist der 7. Oktober 2022.

## Allgemein
In den Spalten befinden sich folgende Informationen:
- Lage: die Adresse des Baudenkmales und die geographischen Koordinaten. Kartenansicht, um Koordinaten zu setzen. In der Kartenansicht sind Baudenkmale ohne Koordinaten mit einem roten Marker dargestellt und können in der Karte gesetzt werden. Baudenkmale ohne Bild sind mit einem blauen Marker gekennzeichnet, Baudenkmale mit Bild mit einem grünen Marker.
- Bezeichnung: Bezeichnung des Baudenkmales
- Beschreibung: die Beschreibung des Baudenkmales. Unter § 3 Abs. 2 NDSchG werden Einzeldenkmale und unter § 3 Abs. 3 NDSchG Gruppen baulicher Anlagen und deren Bestandteile ausgewiesen.
- ID: die Objekt-ID des Baudenkmales
- Bild: ein Bild des Baudenkmales, ggf. zusätzlich mit einem Link zu weiteren Fotos des Baudenkmals im Medienarchiv Wikimedia Commons. Wenn man auf das Kamerasymbol klickt, können Fotos zu Baudenkmalen aus dieser Liste hochgeladen werden:

Zurück zur Hauptliste
| Lage                                          | Bezeichnung                               | Beschreibung | ID       | Bild |
| --------------------------------------------- | ----------------------------------------- | --- | -------- | ---- |
| Jakobistraße 51° 54′ 25″ N, 10° 25′ 27″ O     | Straßenraum                               | | 36591939 |      |
| Jakobistraße 1 51° 54′ 27″ N, 10° 25′ 33″ O   | Jakobi-Pfarrei (heute: Hotel Haus Jakobi) | Zweigeschossiger Baukomplex mit Satteldach, Schieferdeckung, Eckgebäude. EG: Massivbau in Backsteinmauerwerk, geschlemmt; OG: Fachwerkbauweise, an der Gebäudeecke zur Jakobistraße Brüstungsfelder mit Fächerrosetten verziert, Inschrift „1585“. Entlang der Pfarrgasse Gebäudeflügel mit OG in Fachwerk, zwei Bauabschnitte; Giebelflächen teilweise mit Schiefer- und Holzverkleidung. | 36528348 |      |
| Jakobistraße 1a 51° 54′ 27″ N, 10° 25′ 33″ O  | Wohnhaus                                  | Eingeschossiger Fachwerkbau mit Satteldach, Eckhaus, traufständig zur Pfarrgasse, giebelständig zur Jakobistraße. Fassade zur Pfarrgasse fachwerksichtig, zur Jakobistraße mit Schiefer verkleidet. | 36528380 | BW   |
| Jakobistraße 5 51° 54′ 27″ N, 10° 25′ 30″ O   | Wohnhaus                                  | Dreigeschossiger Fachwerkbau mit Satteldach in Ziegeldeckung, traufständig; Fassade und Giebelseite mit Schiefer verkleidet, OGs vorkragend. | 36528405 | BW   |
| Jakobistraße 5 51° 54′ 27″ N, 10° 25′ 30″ O   | Hinterhaus                                | Zweigeschossiger Fachwerkbau mit Satteldach in Ziegeldeckung; L-förmiger Grundriss, Seitenflügel mit abgeschlepptem Dach. Fassade fachwerksichtig, Giebelseite mit Schiefer verkleidet. | 36580594 | BW   |
| Jakobistraße 6 51° 54′ 26″ N, 10° 25′ 30″ O   | Wohnhaus                                  | Dreigeschossiger Fachwerkbau mit Satteldach in Ziegeldeckung, traufständig. Fassade fachwerksichtig (1895 erneuert), Oberstock mit farbig gestalteten Füllhölzern zwischen den Balkenköpfen, Fase an der Schwellenunterkante. | 36528449 |      |
| Jakobistraße 6 51° 54′ 27″ N, 10° 25′ 30″ O   | Hinterhaus                                | Eingeschossiges Gebäude mit Pultdach in Ziegeldeckung. Fassade mit Holz verschalt. | 36582300 | BW   |
| Jakobistraße 7 51° 54′ 26″ N, 10° 25′ 30″ O   | Wohnhaus                                  | Dreigeschossiger Fachwerkbau mit Satteldach, traufständig. Fachwerk in Mischbauweise, Erd- und 1. OG als Ständerbau, 2. OG als Stockwerkbau, vorkragend; Fensterbrüstungen mit Sonnenrosetten ornamentiert, Oberstock auf profilierten Knaggen, Füllhölzer mit Schiffskehlen und eingelegten Taustäben, Inschrift im Schwellholz „1568“. Im EG rundbogiges Dälentor, mit Rokoko-Tür geschlossen. | 36528487 |      |
| Jakobistraße 8 51° 54′ 26″ N, 10° 25′ 29″ O   | Wohnhaus                                  | Zweigeschossiger Fachwerkbau mit Satteldach in Ziegeldeckung, traufständig; Fassade mit Schiefer verkleidet. | 36528518 |      |
| Jakobistraße 8 51° 54′ 26″ N, 10° 25′ 28″ O   | Hinterhaus                                | Eingeschossiger Fachwerkbau mit Satteldach in Ziegeldeckung; Fassade fachwerksichtig, Ladeluke im Kniestock des Dachgeschosses. | 36564866 | BW   |
| Jakobistraße 8 51° 54′ 27″ N, 10° 25′ 29″ O   | Nebengebäude                              | | 39751486 | BW   |
| Jakobistraße 9 51° 54′ 26″ N, 10° 25′ 28″ O   | Wohnhaus                                  | Zweigeschossiger Fachwerkbau mit Satteldach in Ziegeldeckung, traufständig. Fassade fachwerksichtig, im Kellersockel inschriftliche Datierung „1798“. | 36528556 |      |
| Jakobistraße 10 51° 54′ 26″ N, 10° 25′ 28″ O  | Wohnhaus                                  | Zweigeschossiger Fachwerkbau mit Walmdach in Ziegeldeckung, traufständiges Eckhaus. Straßenfassade fachwerksichtig, Seiten- und Rückfassade mit Schiefer verkleidet. | 36528584 |      |
| Jakobistraße 11 51° 54′ 25″ N, 10° 25′ 26″ O  | Klösterchen                               | Zweigeschossiges Gebäude mit hohem Satteldach mit Aufschieblingen, Ziegeldeckung, traufständig. EG in Massivbauweise mit Bruchsteinmauerwerk, Rechteckfenster mit Teilungspfosten (links) und gekuppeltes Kleeblattfenster (rechts), eventuell Zweitverwendung aus abgebrochenen Sakralbauten; OGs vermutlich um 1510, Fachwerkbau in Stockwerksbauweise, leicht vorkragend, Schwelle mit Trapezfries, regelmäßige Fußstreben, Windeluke im 4. Gefach von rechts.                                                                                      | 36596663 | BW   |
| Jakobistraße 11 51° 54′ 24″ N, 10° 25′ 26″ O  | Wohn-/ Wirtschaftsgebäude                 | Zweigeschossiger Fachwerkbau mit Satteldach in Ziegeldeckung, traufständig; Fassade fachwerksichtig, niedriger Bruchsteinsockel. EG mit Däle, im 19. Jh. erneuert, außermittige Toreinfahrt; OG leicht vorkragend (ehemaliger Speicherboden), Windeluke im ersten Gefach von rechts, schmucklose Schwelle, regelmäßige Fußstreben. | 36604696 |      |
| Jakobistraße 12 51° 54′ 24″ N, 10° 25′ 26″ O  | Wohnhaus                                  | Dreigeschossiger Fachwerkbau mit Satteldach in Schieferdeckung, traufständig; Fassade fachwerksichtig. EG und Zwischengeschoss in Ständerbauweise, ehemals spitzbogiges Dälentor (zugesetzt), Oberstock in Stockwerksbauweise, leicht vorkragend auf waagerecht profilierten Knaggen mit zwischenliegenden Windbrettern, Schwelle mit Trapezfries, regelmäßige Fußstreben. Giebelseite mit Holz verschalt, Giebeldreieck mit Schiefer verkleidet. | 36528611 |      |
| Jakobistraße 13 51° 54′ 24″ N, 10° 25′ 25″ O  | Wohnhaus                                  | Zweigeschossiger Fachwerkbau mit Satteldach in Schieferdeckung, traufständig; Fassade und Giebelseite fachwerksichtig, OG leicht vorkragend auf kleinen Knaggen, Schwelle mit Rahmenprofilen, zwischen den Knaggen Füllhölzer mit Schiffskehlen und Taustäben; regelmäßige Fußstreben. | 36528642 |      |
| Jakobistraße 13 51° 54′ 24″ N, 10° 25′ 25″ O  | Hinterhaus                                | Zweigeschossiger Fachwerkbau mit Pultdach, frei stehend; Fassade fachwerksichtig, OG und Giebelseite mit Holz verschalt. | 36587703 | BW   |
| Jakobistraße 14 51° 54′ 24″ N, 10° 25′ 25″ O  | Wohnhaus                                  | Dreigeschossiger Fachwerkbau mit Satteldach in Ziegeldeckung, traufständig. Straßenfassade mit Schiefer verkleidet; Hoffassade fachwerksichtig, EG und Zwischengeschoss in Ständerbauweise, Obergeschoss in Stockwerksbauweise, leicht vorkragend auf schmucklosen Knaggen, Zwischenräume gefüllt mit Windbrettern, Fensterbrüstungen mit regelmäßigen Fußstreben. | 36528673 |      |
| Jakobistraße 14 51° 54′ 24″ N, 10° 25′ 24″ O  | Nebengebäude                              | Eingeschossiger Bau mit Pultdach in Ziegeldeckung angebaut an die Giebelwand eines Nachbarhauses; Fassaden mit Holz verschalt. | 36528735 | BW   |
| Jakobistraße 17 51° 54′ 23″ N, 10° 25′ 24″ O  | Bürgerhaus Kaho                           | Dreigeschossiger Fachwerkbau mit Satteldach in Schieferdeckung, traufständig; Fassade und Giebelseiten mit Schiefer verkleidet, 2. Oberstock vorkragend. Bei Umbau 1934 stark verändert, ehemalige Däle durch Geschosseinbauten zugesetzt, Fassade verkleidet; ehemals Dälentor mit Sturzinschrift: „Harmen Kahlo ... me fieri fecit : den 12. Aprilis ...“ (heute verdeckt durch Schieferverkleidung). | 36528704 |      |
| Jakobistraße 17 51° 54′ 24″ N, 10° 25′ 24″ O  | Nebengebäude                              | Zweigeschossiges Gebäude mit Pultdach; EG mit Putzfassade, OG fachwerksichtig, Pultdach mit großer Auskragung. | 36580283 |      |
| Jakobistraße 17 51° 54′ 23″ N, 10° 25′ 24″ O  | Lagergebäude                              | Lagergebäude rechts auf dem Hof | 39745789 |      |
| Jakobistraße 17 51° 54′ 23″ N, 10° 25′ 24″ O  | Hof                                       | Hof hinter dem Bürgerhaus, mit Pflasterung | 40454487 |      |
| Jakobistraße 20 51° 54′ 22″ N, 10° 25′ 23″ O  | Wohnhaus                                  | Zweigeschossiger Fachwerkbau mit Satteldach in Ziegeldeckung, traufständig. Fassade und Giebelseite mit Schiefer verkleidet. | 36528735 |      |
| Jakobistraße 22 51° 54′ 23″ N, 10° 25′ 24″ O  | Wohnhaus                                  | Zweigeschossiger Fachwerkbau mit Satteldach in Schieferdeckung, traufständig. Fassade fachwerksichtig, ehemalige Däle im straßenseitig linken und Wohnteil im rechten Hausbereich; Ständer durchgängig bis zum Dachbalken, unter der Traufe kleine Knaggen mit Taustab und Kerbschnitten, dazwischen Windbretter. Giebelseite mit Holz verschalt, Giebeldreieck mit Schiefer verkleidet. | 36528760 |      |
| Jakobistraße 22 51° 54′ 23″ N, 10° 25′ 25″ O  | Nebengebäude                              | Eingeschossiger Fachwerkbau mit Pultdach in Ziegeldeckung. Fassade fachwerksichtig. | 36587206 | BW   |
| Jakobistraße 23 51° 54′ 23″ N, 10° 25′ 25″ O  | Haus Homeister                            | Dreigeschossiger Fachwerkbau mit Satteldach in Schieferdeckung, traufständig. Fassade fachwerksichtig, Ständerbauweise mit Oberstock, straßenseitig rechts ehemalige Däle (1910 verbaut), links Wohnteil, im Zwischengeschoss Brüstungsbohlen mit Sonnenrosenornamenten. Oberstock auskragend (ehemaliges Speichergeschoss, mittige Ladeluke), auf Knaggen mit Taustab und Kerbschnitten unter den vorkragenden Balkenköpfen, dazwischen Schiffskehlen. Inschrift auf der Schwelle mit Datierung „henni - homeister - me fieri - fecit - Anno - 1589“. | 36528791 |      |
| Jakobistraße 23 51° 54′ 23″ N, 10° 25′ 25″ O  | Nebengebäude                              | Eingeschossiger Fachwerkbau mit Pultdach in Ziegeldeckung. Fassade fachwerksichtig. | 36588460 | BW   |
| Jakobistraße 24 51° 54′ 23″ N, 10° 25′ 25″ O  | Wohnhaus                                  | Dreigeschossiger Fachwerkbau mit Satteldach in Schieferdeckung, traufständig. Fassade mit Schiefer verkleidet, Oberstock vorkragend. | 36528822 |      |
| Jakobistraße 25 51° 54′ 23″ N, 10° 25′ 25″ O  | Wohnhaus                                  | Zweigeschossiger Fachwerkbau mit Satteldach in Ziegeldeckung, traufständig. Fassade fachwerksichtig, Stockwerksbauweise ohne Vorkragung, regelmäßige Gefacheinteilung. | 36528852 |      |
| Jakobistraße 26 51° 54′ 24″ N, 10° 25′ 26″ O  | Haus Ohlenroth                            | Zweigeschossiger Fachwerkbau mit mittigem Zwerchhaus und Satteldach in Schieferdeckung, traufständig. Fassade fachwerksichtig, Auskreuzungen durch K-Streben, Toreinfahrt von 1898 an der rechten Fassadenseite; Inschriftfeld über der Haustür mit Datierung „Anno 1728“. | 36604727 |      |
| Jakobistraße 26 51° 54′ 23″ N, 10° 25′ 26″ O  | Wirtschaftsgebäude                        | Eineinhalbgeschossiges Gebäude Satteldach in Ziegeldeckung. EG in Massivbauweise, Putzfassade, OG in Fachwerkbauweise, fachwerksichtig. Umgenutzt als Garage. | 36580310 | BW   |
| Jakobistraße 27 51° 54′ 24″ N, 10° 25′ 26″ O  | Wohnhaus                                  | | 36528879 |      |
| Jakobistraße 27 51° 54′ 24″ N, 10° 25′ 27″ O  | Wirtschaftsgebäude                        | Zweigeschossiger Fachwerkbau mit Satteldach in Ziegeldeckung, giebelständig zur Obergasse. Fassade fachwerksichtig, Oberstock mit Lukenöffnungen. | 36588680 | BW   |
| Jakobistraße 29 51° 54′ 24″ N, 10° 25′ 27″ O  | Wohnhaus                                  | Zweigeschossiger Fachwerkbau mit Satteldach in Ziegeldeckung und mittigem Zwerchhaus, traufständiges Eckhaus. Fassade fachwerksichtig, Giebelseite im OG mit Schiefer verkleidet; EG an der Straßenecke abgeschrägt. | 36528909 |      |
| Jakobistraße 29 51° 54′ 24″ N, 10° 25′ 27″ O  | Hinterhaus                                | Zweigeschossiger Fachwerkbau mit Satteldach in Ziegeldeckung, giebelständig zur Obergasse. Fassade fachwerksichtig, Gefache mit Backsteinmauerwerk, Giebelseite im OG und im Dachgiebel mit Schiefer verkleidet. | 36588730 |      |
| Jakobistraße 29 51° 54′ 24″ N, 10° 25′ 28″ O  | Stall                                     | Zweigeschossiges Gebäude mit flachem Pultdach; Fassade verputzt, Fensteröffnungen mit braunen Fensterläden. | 39904093 | BW   |
| Jakobistraße 30 51° 54′ 25″ N, 10° 25′ 27″ O  | Wohnhaus                                  | Zweigeschossiger Fachwerkbau mit Satteldach in Ziegeldeckung und mittigem Zwerchhaus, traufständig. Fassade fachwerksichtig, Giebelseite mit Holz verschalt. | 36528937 |      |
| Jakobistraße 30 51° 54′ 24″ N, 10° 25′ 28″ O  | Hinterhaus                                | Zweigeschossiger Fachwerkbau mit Satteldach. Fassade fachwerksichtig. | 36588533 | BW   |
| Jakobistraße 31 51° 54′ 25″ N, 10° 25′ 28″ O  | Wohnhaus                                  | Zweigeschossiger Fachwerkbau mit Satteldach in Ziegeldeckung, traufständig. Fassade fachwerksichtig, Schwelle und Gebälk mit Schiffskehlen-Füllhölzern mit Taustab-Motiven, Oberstock mit Fußstreben in den Brüstungsgefachen, im EG verbautes Dälentor mit Inschrift „1621“; Giebelseite mit Schiefer verkleidet, kleiner Eingangsvorbau. | 36528965 |      |
| Jakobistraße 32 51° 54′ 25″ N, 10° 25′ 29″ O  | Wohnhaus                                  | Zweigeschossiger Fachwerkbau mit Satteldach und aufgestocktem asymmetrischen Zwerchhaus, traufständig. Fassade fachwerksichtig, Schwelle und Gebälk mit Schiffskehlen-Füllhölzern mit farbig gefassten Taustab-Motiven, Oberstock mit Fußstreben in den Brüstungsgefachen, im EG Inschrift „1621“. | 36528996 |      |
| Jakobistraße 33 51° 54′ 26″ N, 10° 25′ 29″ O  | Wohnhaus                                  | Zweigeschossiger Fachwerkbau mit Satteldach Ziegeldeckung, traufständig. Fassade fachwerksichtig, Oberstock leicht vorkragend, regelmäßige Gefacheinteilung mit schmalen Zwischengefachen; Giebelseite mit Schiefer verkleidet. Rückwärtig seitlicher Gebäudeflügel, zweigeschossig, Fassade verputzt. | 36529030 |      |
| Jakobistraße 35 51° 54′ 26″ N, 10° 25′ 30″ O  | Wohnhaus                                  | Zweigeschossiger Fachwerkbau mit Satteldach in Ziegeldeckung, seitliches Zwerchhaus, traufständig. Fassade fachwerksichtig, Oberstock leicht vorkragend; rückwärtig seitlicher Gebäudeflügel, Giebelseite im EG mit Holz verschalt, im OG mit Schiefer verkleidet. | 36529058 |      |
| Jakobistraße 36 51° 54′ 26″ N, 10° 25′ 31″ O  | Wohnhaus                                  | Zweigeschossiger Fachwerkbau mit Satteldach in Ziegeldeckung, traufständig. Fassade fachwerksichtig, Oberstock leicht vorkragend; rückwärtig seitlicher Gebäudeflügel, Giebelseite mit Schiefer verkleidet. | 36529087 |      |
| Jakobistraße 37 51° 54′ 27″ N, 10° 25′ 31″ O  | Wohnhaus                                  | Zweigeschossiger Fachwerkbau mit Satteldach in Ziegeldeckung, traufständig; rückwärtiger Gebäudeflügel an der Westseite des Hinterhofs. Fassade mit Schiefer verkleidet, Giebelseite im EG mit Holz verschalt, im OG mit Schiefer verkleidet. | 36529115 |      |
| Jakobistraße 37 51° 54′ 27″ N, 10° 25′ 32″ O  | Hinterhaus                                | Zweigeschossiger Fachwerkbau mit Pultdach in Ziegeldeckung, in rückwärtiger Hofrandbebauung. Fassade fachwerksichtig, Giebelseite mit Schiefer verkleidet. | 36556731 | BW   |
| Jakobistraße 37a 51° 54′ 27″ N, 10° 25′ 32″ O | Wohnhaus                                  | Eingeschossiges Gebäude mit Satteldach in Ziegeldeckung, ausgebautes Dachgeschoss, traufständig. Fassade im EG verputzt, Giebelseite mit Schiefer verkleidet. | 39900925 | BW   |
| Jakobistraße 38 51° 54′ 27″ N, 10° 25′ 32″ O  | Wohnhaus                                  | Zweigeschossiger Fachwerkbau mit Satteldach in Schieferdeckung, traufständig. Fassade fachwerksichtig, EG wohl ehemalige Däle, Oberstock vorkragend. | 36529142 |      |
| Jakobistraße 38a 51° 54′ 27″ N, 10° 25′ 32″ O | Wohnhaus                                  | Zweigeschossiges Gebäude mit Satteldach in Ziegeldeckung, traufständig, zurückgesetzt. EG verputzt, OG mit Schiefer verkleidet. | 36559511 |      |